# Čarovnik (film)
Čarovnik (izvirno rusko Чароде́и) je sovjetsko-ruska znanstvenofantastična televizijska glasbena komedija režiserja Konstantina Leonidoviča Bromberga v glavnem posneta po znanstvenofantastičnem humorističnem romanu Ponedeljek se začne v soboto (Понедельник начинается в субботу) bratov Strugacki iz leta 1964. Film so predvajali v dveh delih.
Prva različica scenarija se je ujemala z izvirnim romanom Ponedeljek se začne v soboto in je bila dejansko poskus ekranizacije, vendar Brombergu ni bila všeč. Brata Strugacki sta napisala nov scenarij od začetka. Podobno se je zgodilo s filmom Sokurova Dnevi mrka. Tako se film precej razlikuje od izvirnega romana in ljubitelji ruske znanstvene fantastike niso zadovoljni z njim. Čeprav ima film večinoma elemente fantazije, so ga uvrščali med znanstvenofanstastični žanr - tudi ker v Sovjetski zvezi žanr fantazije ni bil tako v ospredju. Film imajo nekateri za nekakšnega prednika dogodivščin Harryja Potterja.

## Zgodba
Ivan Sergejevič Puhov je zaljubljen v mlado in privlačno Aljono Igorevno Sanino. Izkaže se da Sanina dela kot čarovnica na Raziskovalnem inštitutu za magijo v malem ruskem mestu. Pripravili so že poroko, vendar jo je urok zimskega srca Šemahanske na prigovarjanje ljubosumnega Satanejeva preprečil. Satanejev je svoji šefici Šemahanski natvezil, da se bo Sanina poročila z njenim zaročencem Kivrinom, in ne s Puhovom. Ogorčena Šemahanska ukaže Sanini naj pozabi na Puhova in naj se raje poroči s Satenejevom. To se bo tudi zares zgodilo, razen če Sanina ne poljubi Puhova pred polnočjo novoletnega večera. Ljubezensko razmerje so se namenili rešiti njeni prijatelji, mojstri čarovnih gozdov, zaposleni na NUINU (Znanstveni univerzalni inštitut nenavadnih uslug). Tako so Puhova vkrcali na vlak.

## Vloge
- Aleksandra Jevgenjevna Jakovljeva - Alena (Aljona Igorevna Sanina)
- Aleksander Gavrilovič Abdulov - Ivanuška (Ivan Sergejevič Puhov)
- Katarina Sergejevna Vasiljeva - Kira Anatoljevna Šemahanska
- Valentin Josifovič Gaft - Apolon Mitrofanovič Satanejev
- Jevgenij Jakovljevič Vesnik - Član komisije (Predsednik komisije)
- Mihail Semjonovič Svetin - Tovariš Bril (Foma Ostapovič Bril)
- Emanuil Gedeonovič Vitorgan - Tovariš Kovrov (Viktor Kovrov)
- Valerij Sergejevič Zolotuhin - Ivan Simeonovič Kivrin
- Roman Sergejevič Filippov - Modest Kamnejedov
- Semjon Lvovič Farada - Gost z juga
- Anja Ašimova - Nina Puhova
- I. Belger - Katenka
- Je. Abramova - Veročka
- Leonid Vladimirovič Haritonov - Amatin (Ašutin)
- Nikolaj Ivanovič Parfjonov - Sprevodnik (Glavni sprevodnik)
- V. Smoljanicka - Prevajalka iz »mačjega jezika«
- Zinaida Nariškina - Čarovni namizni prt (glas)
- Vladimir Kondratjevič Picek
- Lilija Makejeva - Tajnica
- L. Aleksejeva
- V. Arlakov
- Oleg Čajka
- Larisa Aleksandrovna Dolina - glas Aljone Sanine (ni navedena v seznamu vlog)
- S. German
- Nikolaj Matvejevič Gorlov
- Irina Grišina
- M. Ivanko
- Z. Kirillova
- A. Kirisov
- A. Klevicki
- L. Kornijenko
- A. Kostjučenko
- O. Krasikova
- Vladimir Krilov
- Nikolaj Maksimovič Malikov
- Gleb Plaksin
- V. Redko
- Olja Roždestvenska - glas Nine Puhove (ni navedena v seznamu vlog)
- Jelizaveta Sergejevna Nikiščihina
- A. Sažin
- D. Zotov